# Oophaga occultator
Oophaga occultator es una especie de rana veneno de dardo; es endémica de Colombia, en las vertientes de poniente de la Cordillera Occidental en Cauca.
Su hábitat natural se conforma de bosque húmedo submontano subtropical o tropical.
La especie está amenazada por destrucción de hábitat.